# 1000 Turkiestański Batalion Zaopatrzenia
1000 Turkiestański Batalion Zaopatrzenia (niem. Turkestanische Nachschub Bataillon 1000) – kolaboracyjny oddział wojskowy Wehrmachtu złożony z  mieszkańców Azji Środkowej podczas II wojny światowej.
25 listopada 1942 roku na okupowanych terenach Północnego Kaukazu został sformowany 1000 Turkiestański Górski Batalion Transportowy (Turkestanische Gebirgs Träger Bataillon 1000). Jego dowódcą był kpt Alois Muckentaler. Miał trzy kompanie złożone z byłych jeńców wojennych z Armii Czerwonej, pochodzących spośród narodów sowieckiej Azji Środkowej. Oddział wykonywał zadania transportowe na rzecz wojsk niemieckich. Był podporządkowany 17 Armii. Po odwrocie z Kaukazu przemianowano go 31 października 1943 roku na 1000 Turkiestański Batalion Zaopatrzeniowy. Następnie przerzucono go do okupowanej Holandii.